# Соперничество футбольных клубов «Локомотив» (Москва) и «Спартак» (Москва)
Сопе́рничество «Локомоти́ва» и «Спартака́» — дерби между столичными клубами «Локомотив» и «Спартак», которое является одним из наиболее значимых противостояний в российском футболе. История соперничества ведёт своё начало с 17 июня 1936 года, когда команды на поле стадиона «Сталинец» встретились в 5-м туре первого клубного чемпионата СССР. По состоянию на ноябрь 2024 года клубы провели друг против друга в официальных матчах (чемпионатах СССР, России, Кубке СССР, Кубке Федерации футбола СССР, Кубке России, Суперкубке России) 157 встреч, в которых 86 матчей выиграл «Спартак», 35 — «Локомотив», 36 игр завершились вничью.

## История соперничества

### Ранний период. Доминирование «Спартака»
История противостояния «Локомотива» и «Спартака» началась, как и большинство московских дерби во времена довоенных советских чемпионатов. Первый матч между клубами состоялся в 1936 году в рамках весеннего первенства. Победу одержали спартаковцы. В дальнейшем весь советский период существенное преимущество имел «Спартак». «Локомотив» в указанный период был существенно слабее других столичных клубов. Об этом говорит статистика выступлений железнодорожников как в матчах со «Спартаком» (11 побед над красно-белыми, 18 ничьих, 51 поражение, разница мячей 80 — 162 не в пользу железнодорожников), так и в чемпионатах СССР в целом (лучший результат — 2 место в 1959 году). За советскую эпоху «Локомотив» выиграл 2 трофея (Кубки СССР в 1936 и 1957 годах) против 23 у «Спартака». В целом соперничество было не таким принципиальным, как начиная с 1990-х годов.

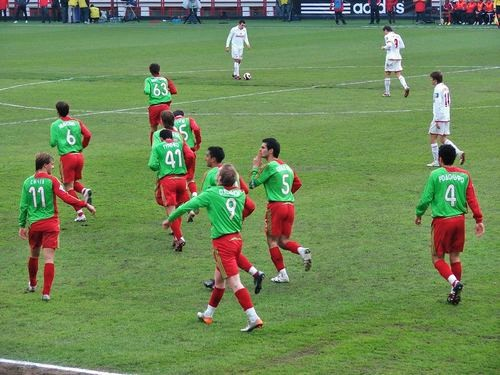
Полуфинал Кубка России 2006/07: Локомотив — Спартак, 2 мая 2007

Особенно слабым для «Локомотива» и удачным для «Спартака» выдался период первых советских первенств и кубков. В 1930-е и 1940-е годы железнодорожники не смогли одержать ни одной победы над красно-белыми (общее соотношение 0 побед «Локомотива», 4 ничьих, 12 побед «Спартака» при разнице мячей 13 — 37).

### 1950-е — 1960-е. Первые победы «Локомотива». Финал Кубка СССР 1957
Первая и одновременно крупная победа «Локомотива» над «Спартаком» датируется лишь 28 сентября 1952 года, когда в рамках чемпионата СССР «Локомотив» на поле стадиона «Динамо» в присутствии около 80 тысяч зрителей выиграл со счётом 3:0.
Первым ярким моментом «Локомотива» в дерби стал 1957 год. Железнодорожники впервые за долгое время пробились в финал Кубка СССР, где столкнулись со «Спартаком». В этом матче «Локомотив» одержал историческую победу 1:0 в присутствии 103 тысяч зрителей. Единственный мяч забил Валентин Бубукин.
Результаты встреч в 1950-е годы: 3 победы «Локомотива», 4 ничьи, 10 побед «Спартака».
Результаты встреч в 1960-е годы: 4 победы «Локомотива», 3 ничьи, 9 побед «Спартака».

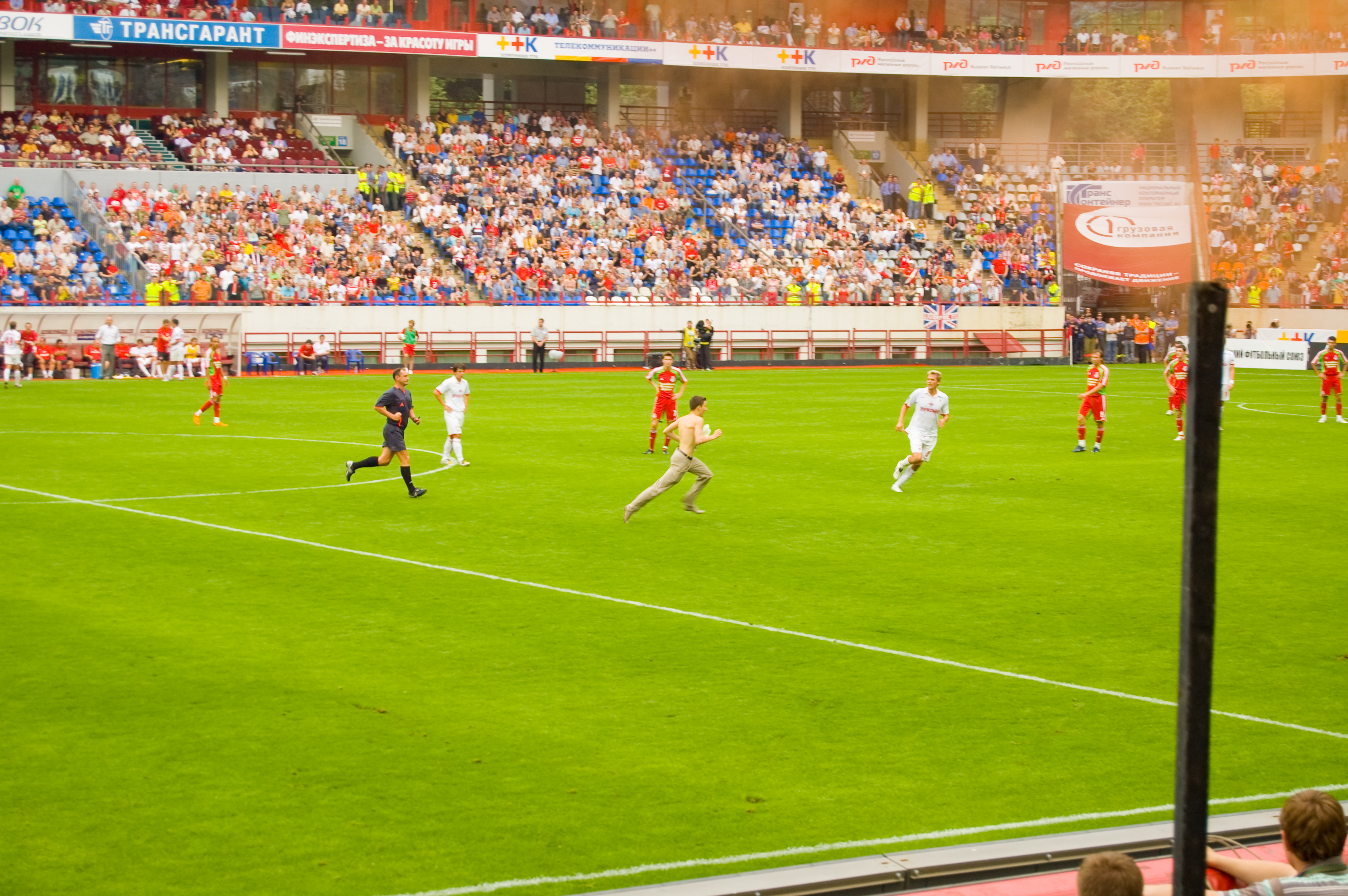
Матч Чемпионата России 2008: Локомотив — Спартак, 19 июля 2008

### Дерби в российский период
После распада Советского Союза в истории взаимоотношений клубов начался новый этап. «Спартак» доминировал в чемпионате России на протяжении десятилетия, выиграв девять титулов, что не помешало «Локомотиву» существенно улучшить статистику встреч со «Спартаком». Этому поспособствовали успехи железнодорожников в чемпионате («Локомотив» в течение первых 15 российских сезонов не опускался ни разу ниже 6-го места) и Кубке страны. Особенно успешными стали выступления в Кубке: «Локомотив» стал девятикратным обладателем трофея (из них четыре за период с 1996 по 2001 год). Последними трофеями стали для «Локомотива» Кубок 2020/21 (в девятый раз), для «Спартака» Кубок 2021/22 (в четвёртый раз).
Обоим клубам в постсоветский период удавались серии успехов в рамках дерби:
- победная серия «Спартака» с 1996 по 1999 год — 8 побед подряд[3]
- победная серия «Спартака» с 2009 по 2012 год — 7 побед подряд с общей разницей мячей 17—3[3]
- беспроигрышная серия «Локомотива» с июня 2001 по апрель 2006 года — 10 матчей[3]

### Наиболее значимые матчи

#### Финал Кубка СССР 1957
| 26 октября 1957 | \| Локомотив (Москва) \| 1:0 (0:0) [4] \| Спартак (Москва) \| \| Бубукин 19' \| Голы \| \| | Стадион: БСА им. В. И. Ленина, Москва Зрителей: 103 000 Судья: Латышев (Москва) |
| Локомотив: Маслаченко, Рогов, Забелин, Климачёв (Черников), Ковалёв, Моргунов, Зайцев, Бубукин, Соколов, Ворошилов (к), Абрамов Главный тренер: Борис Аркадьев Спартак: Ивакин, Тищенко, Маслёнкин, Огоньков, Парамонов, Нетто (к), Мозер, Исаев, Симонян, Сальников (Мишин, '46), А. Ильин Главный тренер: Николай Гуляев Нереализованный пенальти: Ворошилов (66', вратарь) Примечание: на 64 минуте, получив травму, покинул поле Исаев, «Спартак» доигрывал вдесетяром. |                                                                                            |                                                                                 |
| Локомотив (Москва) | 1:0 (0:0)                                                                                  | Спартак (Москва)                                                                |
| Бубукин 19' | Голы                                                                                       |                                                                                 |

#### Финал Кубка России 1995/1996
| 11 мая 1996 | \| Спартак (Москва) \| 2:3 (2:2) \| Локомотив (Москва) \| \| Липко 22' Никифоров 30' (пен.) \| Голы \| Косолапов 10', 43 (пен.) Дроздов 85' \| | Стадион: Динамо, Москва Зрителей: 20 000 Судья: Николай Левников (Санкт-Петербург) |
| · Спартак: Филимонов, Ананко, Никифоров, Цымбаларь, Горлукович, Липко (Титов 68'), Пятницкий (Кечинов 60'), Мелёшин, Ширко, Евсеев (Джубанов 85'), Тихонов · Главный тренер: Георгий Ярцев · Локомотив: Овчинников, Черевченко, Дроздов, Харлачёв, Оганесян, Чугайнов, Косолапов (к), Гуренко, Снигирёв (Джанашия 83'), Елышев, Соломатин · Главный тренер: Юрий Сёмин Цымбаларь — Харлачёв, Дроздов, Косолапов | |                                                                                    |
| Спартак (Москва) | 2:3 (2:2) | Локомотив (Москва)                                                                 |
| Липко 22' Никифоров 30' (пен.) | Голы | Косолапов 10', 43 (пен.) Дроздов 85'                                               |

#### Финал Кубка России 1997/1998
| 7 июня 1998 | \| Спартак (Москва) \| 1:0 (0:0) \| Локомотив (Москва) \| \| Тихонов 86' \| Голы \| \| | Стадион: Лужники, Москва Зрителей: 38 000 Судья: Лом-Али Ибрагимов (Грозный) |
| · Спартак: Филимонов, Горлукович, Хлестов, Цымбаларь, Мир. Ромащенко, Ананко, Парфёнов, Аленичев (к), Титов, Бузникин (Канищев 61'), Тихонов · Главный тренер: Олег Романцев · Локомотив: Нигматуллин, Черевченко, Дроздов, Харлачёв, Оганесян, Чугайнов, Косолапов (к), Гуренко, Джанашия, Лоськов (Соломатин 54'), Бородюк · Главный тренер: Юрий Сёмин · Аленичев 65' — Соломатин 85' |                                                                                        |                                                                              |
| Спартак (Москва) | 1:0 (0:0)                                                                              | Локомотив (Москва)                                                           |
| Тихонов 86' | Голы                                                                                   |                                                                              |

## Стадионы
Дерби «Локомотива» и «Спартака» проходили на многих аренах, включая «Лужники», «Динамо», «Торпедо». «Спартак» до завершения строительства собственного стадиона проводил домашние матчи на арендованных аренах. Сейчас для «Локомотива» и «Спартака» домашними являются «РЖД Арена» и «Лукойл Арена» соответственно.
| Локомотив Спартак Стадионы РЖД Арена и Лукойл Арена | Локомотив Спартак Стадионы РЖД Арена и Лукойл Арена | Локомотив (Москва)  | Локомотив (Москва) |
| Локомотив Спартак Стадионы РЖД Арена и Лукойл Арена | Локомотив Спартак Стадионы РЖД Арена и Лукойл Арена | РЖД Арена           |                    |
| Локомотив Спартак Стадионы РЖД Арена и Лукойл Арена | Локомотив Спартак Стадионы РЖД Арена и Лукойл Арена | Вместимость: 27 084 |                    |
| Локомотив Спартак Стадионы РЖД Арена и Лукойл Арена | Локомотив Спартак Стадионы РЖД Арена и Лукойл Арена |                     |                    |
| Локомотив Спартак Стадионы РЖД Арена и Лукойл Арена | Локомотив Спартак Стадионы РЖД Арена и Лукойл Арена | Спартак (Москва)    |                    |
| Локомотив Спартак Стадионы РЖД Арена и Лукойл Арена | Локомотив Спартак Стадионы РЖД Арена и Лукойл Арена | Лукойл Арена        |                    |
| Локомотив Спартак Стадионы РЖД Арена и Лукойл Арена | Локомотив Спартак Стадионы РЖД Арена и Лукойл Арена | Вместимость: 45 496 |                    |
| Локомотив Спартак Стадионы РЖД Арена и Лукойл Арена | Локомотив Спартак Стадионы РЖД Арена и Лукойл Арена |                     |                    |

По состоянию на 24 ноября 2024 года количество матчей дерби «Локомотива» и «Спартака» между аренами распределено следующим образом:
| Стадион                                            | Количество матчей |
| -------------------------------------------------- | ----------------- |
| РЖД Арена (Локомотив, Сталинец)                    | 62                |
| Лужники (Центральный стадион им. В. И. Ленина)     | 50                |
| Динамо                                             | 26                |
| Лукойл Арена (Открытие Арена, Открытие Банк Арена) | 12                |
| Центральный стадион имени Славы Метревели, Сочи    | 3                 |
| Локомотив, Хоста                                   | 1                 |
| Леон Арена                                         | 1                 |
| Спартаковец имени Н. П. Старостина                 | 1                 |
| Спорткомплекс Олимпийский                          | 1                 |
| Стадион имени Эдуарда Стрельцова (Торпедо)         | 1                 |
| ИТОГО                                              | 157               |

## Трофеи
Ниже представлена таблица, иллюстрирующая количество добытых каждым из клубов трофеев в советский и российский периоды их истории.
|                                         | Спартак                                                                                | Локомотив                                                                                |
| --------------------------------------- | -------------------------------------------------------------------------------------- | ---------------------------------------------------------------------------------------- |
| Чемпион СССР                            | 12 раз: 1936 (осень), 1938, 1939, 1952, 1953, 1956, 1958, 1962, 1969, 1979, 1987, 1989 | нет                                                                                      |
| Обладатель Кубка СССР                   | 10 раз: 1938, 1939, 1946, 1947, 1950, 1958, 1963, 1965, 1971, 1991/92                  | 2 раза: 1936, 1957                                                                       |
| Обладатель Кубка федерации футбола СССР | 1 раз: 1987                                                                            | нет                                                                                      |
| ВСЕГО в СССР                            | 23                                                                                     | 2                                                                                        |
| Чемпион России                          | 10 раз: 1992, 1993, 1994, 1996, 1997, 1998, 1999, 2000, 2001, 2016/2017                | 3 раза: 2002, 2004, 2017/18                                                              |
| Обладатель Кубка России                 | 4 раза: 1993/94, 1997/98, 2002/03, 2021/22                                             | 9 раз: 1995/96, 1996/97, 1999/2000, 2000/01, 2006/07, 2014/15, 2016/17, 2018/19, 2020/21 |
| Обладатель Суперкубка России            | 1 раз: 2017                                                                            | 3 раза: 2003, 2005, 2019                                                                 |
| ВСЕГО в России                          | 15                                                                                     | 15                                                                                       |
| ВСЕГО                                   | 38                                                                                     | 17                                                                                       |

## Результаты матчей
| Турнир  | Победы «Спартака» | Ничьи | Победы Локомотива | Разница мячей |
| ------- | ----------------- | ----- | ----------------- | ------------- |
| ЧСССР   | 41                | 17    | 8                 | 135—68        |
| КСССР   | 6                 | 1     | 3                 | 13—8          |
| КФФСССР | 4                 | 0     | 0                 | 14—4          |
| ЧР      | 30                | 17    | 21                | 106—77        |
| КР      | 4                 | 1     | 3                 | 13—13         |
| СКР     | 1                 | 0     | 0                 | 2—1           |
| Итого   | 86                | 36    | 35                | 283—171       |

### Результаты матчей в советский период (до апреля 1992 года)
Ниже представлен список матчей советского этапа противостояния.
| Список матчей советского этапа противостояния | Список матчей советского этапа противостояния                                | Список матчей советского этапа противостояния          | Список матчей советского этапа противостояния | Список матчей советского этапа противостояния | Список матчей советского этапа противостояния | Список матчей советского этапа противостояния | Список матчей советского этапа противостояния |
| --------------------------------------------- | ---------------------------------------------------------------------------- | ------------------------------------------------------ | --------------------------------------------- | --------------------------------------------- | --------------------------------------------- | --- | --------------------------------------------- |
| Дата                                          | Турнир                                                                       | Стадион                                                | Хозяева                                       | Гости                                         | Счёт                                          | Голы | Протокол                                      |
| 17.06.1936                                    | Чемпионат СССР, Группа А, Весна                                              | Сталинец, 10000 зрителей                               | Локомотив                                     | Спартак                                       | 0:2 (0:0)                                     | 0:1 Г.Глазков (55), 0:2 Г.Глазков (81) | [ 7 ]                                         |
| 05.09.1936                                    | Чемпионат СССР, Группа А, Осень                                              | Динамо, 30000 зрителей                                 | Спартак                                       | Локомотив                                     | 3:1 (2:1)                                     | 1:0 В.Степанов (12), 1:1 В.Лавров (20), 2:1 Г.Глазков (40), 3:1 Г.Глазков (65, с пенальти) | [ 8 ]                                         |
| 31.08.1937                                    | Чемпионат СССР, Группа А, Первый круг                                        | Динамо, 15000 зрителей                                 | Спартак                                       | Локомотив                                     | 3:1 (3:0)                                     | 1:0 Л.Румянцев (5), 2:0 Н.Жигалин (41), 3:0 С.Удалеев (43), 3:1 М.Жуков (81) | [ 9 ]                                         |
| 11.10.1937                                    | Чемпионат СССР, Группа А, Второй круг                                        | Локомотив, 20000 зрителей                              | Локомотив                                     | Спартак                                       | 1:2 (0:0)                                     | 1:0 Г.Андриасов (55), 1:1 Л.Румянцев (68, с пенальти), 1:2 Н.Жигалин (87) | [ 10 ]                                        |
| 27.10.1938                                    | Чемпионат СССР, Группа А                                                     | Динамо, 20000 зрителей                                 | Локомотив                                     | Спартак                                       | 0:0 (0:0)                                     | | [ 11 ]                                        |
| 11.06.1939                                    | Чемпионат СССР, Группа А, Первый круг                                        | Динамо, 60000 зрителей                                 | Спартак                                       | Локомотив                                     | 2:0 (1:0)                                     | 1:0 В.Семёнов (10), 2:0 Г.Глазков (65, с пенальти) | [ 12 ]                                        |
| 14.08.1939                                    | Кубок СССР, 1/8 финала                                                       | Динамо, 80000 зрителей                                 | Локомотив                                     | Спартак                                       | 0:1 (0:1)                                     | 0:1 В.Степанов (41) | [ 13 ]                                        |
| 04.09.1939                                    | Чемпионат СССР, Группа А, Второй круг                                        | Динамо, 50000 зрителей                                 | Локомотив                                     | Спартак                                       | 2:2 (0:1)                                     | 0:1 А.Соколов (6), 0:2 А.Соколов (55), 1:2 В.Лахонин (66), 2:2 М.Жуков (87, с пенальти) | [ 14 ]                                        |
| 03.07.1940                                    | Чемпионат СССР, Группа А, Первый круг                                        | Динамо, зрители — нет данных                           | Спартак                                       | Локомотив                                     | 2:0 (1:0)                                     | 1:0 Г.Глазков (6), 2:0 П.Корнилов (70) | [ 15 ]                                        |
| 03.11.1940                                    | Чемпионат СССР, Группа А, Второй круг                                        | Динамо, зрители — нет данных                           | Локомотив                                     | Спартак                                       | 1:1 (0:1)                                     | 0:1 Корнилов (?), 1:1 Лысов (?) | [ 16 ]                                        |
| 28.06.1945                                    | Чемпионат СССР, Первая группа, Первый круг                                   | Сталинец, 30 000 зрителей                              | Спартак                                       | Локомотив                                     | 1:1 (0:1)                                     | 0:1 Щагин (33), 1:1 Рязанцев (75, с пенальти) | [ 17 ]                                        |
| 21.09.1945                                    | Чемпионат СССР, Первая группа, Второй круг                                   | Динамо, 12 000 зрителей                                | Локомотив                                     | Спартак                                       | 0:2 (0:0)                                     | 0:1 Вахлаков (60), 0:2 Семёнов (68) | [ 18 ]                                        |
| 22.06.1948                                    | Чемпионат СССР, Первая группа, Первый круг                                   | Динамо, 50 000 зрителей                                | Локомотив                                     | Спартак                                       | 1:5 (1:2)                                     | 0:1 М.Мухортов (8), 1:1 В.Терентьев (25), 1:2 И.Конов (44, с пенальти), 1:3 Б.Чучелов (75), 1:4 И.Конов (78), 1:5 И.Конов (84)                                                                                           | [ 19 ]                                        |
| 21.09.1948                                    | Чемпионат СССР, Первая группа, Второй круг                                   | Динамо, 40 000 зрителей                                | Спартак                                       | Локомотив                                     | 2:1 (0:1)                                     | 0:1 А.Оботов (17), 1:1 О.Тимаков (75), 2:1 О.Тимаков (90) | [ 20 ]                                        |
| 20.06.1949                                    | Чемпионат СССР, Первая группа, Первый круг                                   | Динамо, зрители — нет данных                           | Спартак                                       | Локомотив                                     | 3:0 (1:0)                                     | 1:0 Терентьев (3), 2:0 Терентьев (70), 3:0 Симонян (80) | [ 21 ]                                        |
| 17.09.1949                                    | Чемпионат СССР, Первая группа, Второй круг                                   | Динамо, зрители — нет данных                           | Локомотив                                     | Спартак                                       | 4:6 (0:2)                                     | 0:1 Терентьев (1т.), 0:2 Симонян (1т.), 0:3 Сальников (50), 1:3 Строке (52), 1:4 Терентьев, 1:5 Симонян, 2:5 И.Петров, 3:5 И.Петров, 3:6 Симонян, 4:6 Панфилов (около 86)                                                | [ 22 ]                                        |
| 07.07.1950                                    | Чемпионат СССР, Класс А, Первый круг                                         | Динамо, 40 000 зрителей                                | Локомотив                                     | Спартак                                       | 1:4 (0:4)                                     | 0:1 Терентьев (2), 0:2 Симонян (5), 0:3 Симонян (20), 0:4 Терентьев (1т.), 1:4 Е.Бологов (57) | [ 23 ]                                        |
| 20.08.1950                                    | Чемпионат СССР, Класс А, Второй круг                                         | Динамо, 40 000 зрителей                                | Спартак                                       | Локомотив                                     | 6:1 (3:0)                                     | Н.Симонян, Н.Симонян, Н.Симонян, Н.Симонян, А.Парамонов, А.Ильин — Б.Лагутин | [ 24 ]                                        |
| 28.09.1952                                    | Чемпионат СССР, Класс А                                                      | Динамо, 80 000 зрителей                                | Локомотив                                     | Спартак                                       | 3:0 (0:0)                                     | 1:0 Лагутин (71, с пенальти), 2:0 И.Петров (72—77), 3:0 И.Петров (78) | [ 25 ]                                        |
| 14.06.1953                                    | Чемпионат СССР, Класс А, Первый круг                                         | Динамо, 60 000 зрителей                                | Локомотив                                     | Спартак                                       | 3:3 (1:1)                                     | 0:1 Н.Симонян (15), 1:1 М.Мухортов (28), 1:2 Б.Татушин (59), 2:2 Е.Горянский (80), 2:3 Н.Симонян (83), 3:3 И.Ларин (85)                                                                                                  | [ 26 ]                                        |
| 15.07.1953                                    | Чемпионат СССР, Класс А, Второй круг                                         | Динамо, 60 000 зрителей                                | Спартак                                       | Локомотив                                     | 1:1 (1:1)                                     | 1:0 Емышев (17), 1:1 Горянский (40) | [ 27 ]                                        |
| 03.10.1953                                    | Кубок СССР, 1/4 финала                                                       | Динамо, 50 000 зрителей                                | Локомотив                                     | Спартак                                       | 1:0 (д.в. 1:0)                                | 1:0 Анатолий Башашкин (103, автогол) | [ 28 ]                                        |
| 08.05.1954                                    | Чемпионат СССР, Класс А, Первый круг                                         | Сталинец, 25 000 зрителей                              | Локомотив                                     | Спартак                                       | 0:2 (0:0)                                     | 0:1 Симонян (46), 0:2 Симонян (51) | [ 29 ]                                        |
| 17.10.1954                                    | Чемпионат СССР, Класс А, Второй круг                                         | Динамо, 40 000 зрителей                                | Спартак                                       | Локомотив                                     | 5:2 (2:0)                                     | 1:0 Паршин (3), 2:0 Парамонов (45), 3:0 Паршин, 4:0 Агапов, 5:0 Исаев, 5:1 Бубукин (78), 5:2 Горянский | [ 30 ]                                        |
| 03.05.1955                                    | Чемпионат СССР, Класс А, Первый круг                                         | Динамо, 50 000 зрителей                                | Спартак                                       | Локомотив                                     | 2:1 (1:0)                                     | 1:0 Симонян (14), 1:1 Коротков (добил пенальти), 2:1 Кегеян (80) | [ 31 ]                                        |
| 16.07.1955                                    | Чемпионат СССР, Класс А, Второй круг                                         | Динамо, 40 000 зрителей                                | Локомотив                                     | Спартак                                       | 4:5 (2:2)                                     | 0:1 Паршин (13), 1:1 Вик. Соколов (15), 2:1 Лядин, 2:2 А. М. Ильин (40), 3:2 Вик. Соколов, 3:3 Паршин (67), 4:3 Разумовский (71), 4:4 Паршин (75), 4:5 Татушин                                                           | [ 32 ]                                        |
| 16.05.1956                                    | Чемпионат СССР, Класс А, Первый круг                                         | Динамо, 40 000 зрителей                                | Спартак                                       | Локомотив                                     | 3:1 (2:0)                                     | 1:0 Исаев (7), 2:0 Татушин (26), 3:0 А. М. Ильин, 3:1 В.Соколов (84) | [ 33 ]                                        |
| 28.08.1956                                    | Чемпионат СССР, Класс А, Второй круг                                         | Центральный стадион им. В. И. Ленина, 60 000 зрителей  | Локомотив                                     | Спартак                                       | 1:2 (0:2)                                     | 0:1 Паршин, 0:2 Исаев, 1:2 Апухтин (60) | [ 34 ]                                        |
| 07.05.1957                                    | Чемпионат СССР, Класс А, Первый круг                                         | Центральный стадион им. В. И. Ленина, 90000 зрителей   | Спартак                                       | Локомотив                                     | 2:1 (1:0)                                     | 1:0 Татушин (8), 1:1 Ворошилов (46), 2:1 Симонян (80) | [ 35 ]                                        |
| 26.09.1957                                    | Чемпионат СССР, Класс А, Второй круг                                         | Центральный стадион им. В. И. Ленина, 40 000 зрителей  | Локомотив                                     | Спартак                                       | 2:1 (0:0)                                     | 0:1 Мишин (53), 1:1 Вик.3.Соколов (60), 2:1 Абрамов (73) | [ 36 ]                                        |
| 26.10.1957                                    | Кубок СССР, Финал                                                            | Центральный стадион им. В. И. Ленина, 103 000 зрителей | Локомотив                                     | Спартак                                       | 1:0 (1:0)                                     | 0:1 Валентин Бубукин (19) | [ 37 ]                                        |
| 21.07.1958                                    | Чемпионат СССР, Класс А, Первый круг                                         | Центральный стадион им. В. И. Ленина, 100 000 зрителей | Спартак                                       | Локомотив                                     | 0:1 (0:1)                                     | 0:1 Ковалёв (42) | [ 38 ]                                        |
| 19.09.1958                                    | Чемпионат СССР, Класс А, Второй круг                                         | Центральный стадион им. В. И. Ленина, 100 000 зрителей | Локомотив                                     | Спартак                                       | 2:2 (1:1)                                     | 0:1 Ильин (20), 1:1 Ковалёв (32), 2:1 Зайцев (54), 2:2 Ильин (82) | [ 39 ]                                        |
| 16.05.1959                                    | Чемпионат СССР, Класс А, Первый круг                                         | Центральный стадион им. В. И. Ленина, 80 000 зрителей  | Спартак                                       | Локомотив                                     | 1:1 (1:0)                                     | 1:0 Нетто (43), 1:1 Зайцев (82) | [ 40 ]                                        |
| 15.10.1959                                    | Чемпионат СССР, Класс А, Второй круг                                         | Центральный стадион им. В. И. Ленина, 65 000 зрителей  | Локомотив                                     | Спартак                                       | 1:2 (0:0)                                     | 1:0 Ворошилов (57, с пенальти), 1:1 Нетто (65), 1:2 Ильин (85) | [ 41 ]                                        |
| 03.05.1960                                    | Чемпионат СССР, Класс А, Предварительный этап. Группа Б, Первый круг         | Центральный стадион им. В. И. Ленина, 40 000 зрителей  | Локомотив                                     | Спартак                                       | 0:0                                           | | [ 42 ]                                        |
| 13.07.1960                                    | Чемпионат СССР, Класс А, Предварительный этап. Группа Б, Второй круг         | Центральный стадион им. В. И. Ленина, 100 000 зрителей | Спартак                                       | Локомотив                                     | 1:1 (0:0)                                     | 1:0 Коновалов (47), 1:1 Соколов | [ 43 ]                                        |
| 16.09.1961                                    | Чемпионат СССР, Класс А, Турнир за 1—10 места, Первый круг                   | Центральный стадион им. В. И. Ленина, 100 000 зрителей | Спартак                                       | Локомотив                                     | 4:1 (1:0)                                     | 1:0 Хусаинов (42), 2:0 Ильин (65), 3:0 Исаев (77), 4:0 Хусаинов (82), 4:1 Ворошилов (86) | [ 44 ]                                        |
| 12.10.1961                                    | Чемпионат СССР, Класс А, Турнир за 1-10 места, Второй круг                   | Центральный стадион им. В. И. Ленина, 90 000 зрителей  | Локомотив                                     | Спартак                                       | 3:1 (1:1)                                     | 0:1 Ильин (13), 1:1 Ворошилов (28), 2:1 Спиридонов (46), 3:1 Гречишников (89) | [ 45 ]                                        |
| 08.06.1963                                    | Чемпионат СССР, Первая группа А, Первый круг                                 | Центральный стадион им. В. И. Ленина, 24 000 зрителей  | Спартак                                       | Локомотив                                     | 1:3 (1:3)                                     | 0:1 Сягин (8), 0:2 Корнеев (10, автогол), 0:3 Латышев (28), 1:3 Нетто (40) | [ 46 ]                                        |
| 27.10.1963                                    | Чемпионат СССР, Первая группа А, Второй круг                                 | Центральный стадион им. В. И. Ленина, 27 000 зрителей  | Локомотив                                     | Спартак                                       | 0:1 (0:0)                                     | 0:1 Фалин (68) | [ 47 ]                                        |
| 02.06.1965                                    | Кубок СССР, 1/8 финала                                                       | Центральный стадион им. В. И. Ленина, 30 000 зрителей  | Спартак                                       | Локомотив                                     | 3:2 (1:1)                                     | 1:0 Юрий Севидов (34), 1:1 Владимир Быстров (40), 2:1 Юрий Севидов (59), 3:1 Галимзян Хусаинов (62), 3:2 Борис Беляков (65)                                                                                              | [ 48 ]                                        |
| 05.06.1965                                    | Чемпионат СССР, Первая группа А, Первый круг                                 | Центральный стадион им. В. И. Ленина, 25 000 зрителей  | Локомотив                                     | Спартак                                       | 2:3 (1:1)                                     | 1:0 А.Сягин (25), 1:1 В.Рейнгольд (44), 2:1 В.Быстров (54, с пенальти), 2:2 Ю.Севидов (68, с пенальти), 2:3 Г.Хусаинов (79)                                                                                              | [ 49 ]                                        |
| 13.09.1965                                    | Чемпионат СССР, Первая группа А, Второй круг                                 | Центральный стадион им. В. И. Ленина, 12 000 зрителей  | Спартак                                       | Локомотив                                     | 1:0 (1:0)                                     | 1:0 Сёмин (34) | [ 50 ]                                        |
| 09.05.1966                                    | Чемпионат СССР, Первая группа А, Первый круг                                 | Центральный стадион им. В. И. Ленина, 53 000 зрителей  | Спартак                                       | Локомотив                                     | 4:1 (1:1)                                     | 1:0 Осянин (9), 1:1 Козлов (19), 2:1 Сёмин (46), 3:1 Рейнгольд (55), 4:1 Осянин (85) | [ 51 ]                                        |
| 22.10.1966                                    | Чемпионат СССР, Первая группа А, Первый круг                                 | Центральный стадион им. В. И. Ленина, 5 000 зрителей   | Локомотив                                     | Спартак                                       | 1:0 (0:0)                                     | 1:0 В.Козлов (48) | [ 52 ]                                        |
| 27.04.1967                                    | Чемпионат СССР, Первая группа А, Первый круг                                 | Центральный стадион им. В. И. Ленина, 12 000 зрителей  | Локомотив                                     | Спартак                                       | 1:0 (1:0)                                     | 1:0 Давыдов (33) | [ 53 ]                                        |
| 07.08.1967                                    | Чемпионат СССР, Первая группа А, Второй круг                                 | Центральный стадион им. В. И. Ленина, 20 000 зрителей  | Спартак                                       | Локомотив                                     | 1:0 (0:0)                                     | 1:0 Амбарцумян (53) | [ 54 ]                                        |
| 10.05.1968                                    | Чемпионат СССР, Первая группа А, Первый круг                                 | Локомотив, 40 000 зрителей                             | Локомотив                                     | Спартак                                       | 0:2 (0:0)                                     | 0:1 Г.Хусаинов (81), 0:2 В.Амбарцумян (84, с пенальти) | [ 55 ]                                        |
| 22.08.1968                                    | Чемпионат СССР, Первая группа А, Второй круг                                 | Центральный стадион им. В. И. Ленина, 41 000 зрителей  | Спартак                                       | Локомотив                                     | 0:0                                           | | [ 56 ]                                        |
| 15.05.1969                                    | Чемпионат СССР, Первая группа А, Предварительный этап. Группа 2, Первый круг | Локомотив, 37 000 зрителей                             | Локомотив                                     | Спартак                                       | 1:2 (1:1)                                     | 0:1 Г.Логофет (38), 1:1 Б.Кох (39), 1:2 Н.Киселёв (83) | [ 57 ]                                        |
| 30.05.1969                                    | Чемпионат СССР, Первая группа А, Предварительный этап. Группа 2, Второй круг | Центральный стадион им. В. И. Ленина, 32 000 зрителей  | Спартак                                       | Локомотив                                     | 1:0 (0:0)                                     | 1:0 С.Рожков (50) | [ 58 ]                                        |
| 22.03.1972                                    | Кубок СССР, 1/4 финала                                                       | Сочи, Центральный стадион, 4000 зрителей               | Спартак                                       | Локомотив                                     | 2:1 (0:0)                                     | Н.Зудин (52), В.Папаев (70), В.Калинов (87) | [ 59 ]                                        |
| 25.03.1972                                    | Кубок СССР, 1/4 финала                                                       | Хоста, Локомотив, 1500 зрителей                        | Локомотив                                     | Спартак                                       | 1:2 (1:1)                                     | А.Козлов (8), В.Егорович (40, 53) | [ 60 ]                                        |
| 02.06.1972                                    | Чемпионат СССР, Высшая лига, Первый круг                                     | Локомотив, 31 000                                      | Локомотив                                     | Спартак                                       | 1:2 (1:2)                                     | 1:0 С.Ольшанский (8, автогол), 1:1 Г.Хусаинов (19), 1:2 В.Папаев (25, с пенальти) | [ 61 ]                                        |
| 02.10.1972                                    | Чемпионат СССР, Высшая лига, Второй круг                                     | Центральный стадион им. В. И. Ленина, 6000 зрителей    | Спартак                                       | Локомотив                                     | 2:0 (1:0)                                     | 1:0 Е.Ловчев (30), 2:0 А.Пискарёв (69) | [ 62 ]                                        |
| 11.05.1975                                    | Чемпионат СССР, Высшая лига, Первый круг                                     | Локомотив, 30 000 зрителей                             | Локомотив                                     | Спартак                                       | 0:0                                           | | [ 63 ]                                        |
| 16.07.1975                                    | Чемпионат СССР, Высшая лига, Второй круг                                     | Центральный стадион им. В. И. Ленина, 25 000 зрителей  | Спартак                                       | Локомотив                                     | 4:2 (1:0)                                     | Ловчев (33), Минаев (49), Пискарёв (52, 58), Эштреков (70), Васин (84) | [ 64 ]                                        |
| 02.05.1976                                    | Чемпионат СССР, Высшая лига, Весна                                           | Центральный стадион им. В. И. Ленина, 21 000 зрителей  | Спартак                                       | Локомотив                                     | 0:3 (0:3)                                     | 0:1 Сёмин (7), 0:2 Сёмин (27), 0:3 Овчинников (43, с пенальти) | [ 65 ]                                        |
| 21.08.1976                                    | Чемпионат СССР, Высшая лига, Осень                                           | Локомотив, 11 000 зрителей                             | Локомотив                                     | Спартак                                       | 1:3 (0:1)                                     | 0:1 М.Булгаков (43), 1:1 Ю.Сёмин (53), 1:2 М.Булгаков (79), 1:3 А.Кодылев (81) | [ 66 ]                                        |
| 10.04.1977                                    | Кубок СССР, 1/16 финала                                                      | Сочи, Центральный стадион, 4000 зрителей               | Спартак                                       | Локомотив                                     | 3:1 (2:0)                                     | 1:0 Г.Ярцев (28), 2:0 М.Булгаков (44), 2:1 А.Овчинников (64, с пенальти), 3:1 М.Булгаков (72, с пенальти) | [ 67 ]                                        |
| 01.04.1978                                    | Кубок СССР, 1/8 финала                                                       | Сочи, Центральный стадион, 3500 зрителей               | Спартак                                       | Локомотив                                     | 0:0                                           | | [ 68 ]                                        |
| 16.04.1978                                    | Кубок СССР, 1/8 финала                                                       | Локомотив, 28 000 зрителей                             | Локомотив                                     | Спартак                                       | 1:0 (0:0)                                     | В.Газзаев (64) | [ 69 ]                                        |
| 28.05.1978                                    | Чемпионат СССР, Высшая лига, Первый круг                                     | Локомотив, 22 000 зрителей                             | Спартак                                       | Локомотив                                     | 1:0 (0:0)                                     | 1:0 Ю.Гаврилов (58, с пенальти) | [ 70 ]                                        |
| 27.08.1978                                    | Чемпионат СССР, Высшая лига, Второй круг                                     | Локомотив, 20 000 зрителей                             | Локомотив                                     | Спартак                                       | 0:1 (0:1)                                     | 0:1 В.Хидиятуллин (37) | [ 71 ]                                        |
| 12.06.1979                                    | Чемпионат СССР, Высшая лига, Первый круг                                     | Локомотив, 20 000 зрителей                             | Спартак                                       | Локомотив                                     | 4:0 (0:0)                                     | 1:0 — Гаврилов Ю. (Шавло), 52; 2:0 — Черенков (Гаврилов Ю., Мирзоян), 71; 3:0 — Гаврилов Ю., 82; 4:0 — Сорокин А., 86 | [ 72 ]                                        |
| 19.08.1979                                    | Чемпионат СССР, Высшая лига, Второй круг                                     | Локомотив, 18 000 зрителей                             | Локомотив                                     | Спартак                                       | 1:8 (0:2)                                     | 0:1 — Гесс, 5; 0:2 — Черенков (Сорокин А., Шавло), 7; 0:3 — Гаврилов Ю., 51; 0:4 — Ярцев, 57; 1:4 — Аверьянов А. Н. (штрафной), 76; 1:5 — Ярцев (пенальти), 78; 1:6 — Ярцев, 81; 1:7 — Шавло (Гесс), 83; 1:8 — Шавло, 89 | [ 73 ]                                        |
| 07.08.1980                                    | Чемпионат СССР, Высшая лига, Первый круг                                     | Локомотив, 12 000 зрителей                             | Локомотив                                     | Спартак                                       | 1:2 (1:2)                                     | 0:1 Морозов (28), 1:1 Муханов (38), 1:2 Гесс (43) | [ 74 ]                                        |
| 13.08.1980                                    | Чемпионат СССР, Высшая лига, Второй круг                                     | Центральный стадион им. В. И. Ленина, 25 000 зрителей  | Спартак                                       | Локомотив                                     | 2:1 (2:0)                                     | 1:0 Никонов (7), 2:0 Никонов (9), 2:1 Бондарь (67) | [ 75 ]                                        |
| 08.05.1988                                    | Кубок Федерации футбола СССР, Группа В                                       | Локомотив, 6000 зрителей                               | Локомотив                                     | Спартак                                       | 1:2 (1:1)                                     | 1:0 М.Русяев (8), 1:1 С.Родионов (63), 1:2 Ф.Черенков (81) | [ 76 ]                                        |
| 16.06.1988                                    | Кубок Федерации футбола СССР, Группа В                                       | Локомотив, 1000 зрителей                               | Спартак                                       | Локомотив                                     | 8:1 (4:0)                                     | 1:0 С.Новиков (21), 2:0 В.Шикунов (23), 3:0 Ф.Черенков (38), 4:0 И.Шалимов (44), 5:0 С.Новиков (51, с пенальти), 6:0 А.Бубнов (56), 7:0 О.Кужлев (58), 8:0 Ан. Иванов (59), 8:1 А.Федин (80)                             | [ 77 ]                                        |
| 17.07.1988                                    | Чемпионат СССР, Высшая лига, Первый круг                                     | Локомотив, 16 500 зрителей                             | Локомотив                                     | Спартак                                       | 2:2 (1:0)                                     | 1:0 Русяев (25), 2:0 Русяев (84), 2:1 Родионов (88), 2:2 Шалимов (90) | [ 78 ]                                        |
| 14.11.1988                                    | Чемпионат СССР, Высшая лига, Второй круг                                     | Спорткомплекс Олимпийский, 7000 зрителей               | Спартак                                       | Локомотив                                     | 1:1 (1:0)                                     | 1:0 Шалимов (28), 1:1 Русяев (81, с пенальти) | [ 79 ]                                        |
| 21.03.1989                                    | Кубок Федерации футбола СССР, Группа Б                                       | Спартак, 800 зрителей                                  | Спартак                                       | Локомотив                                     | 2:1 (2:1)                                     | 1:0 Шикунов (6), 2:0 Поваляев (13), 2:1 Житков (28) | [ 80 ]                                        |
| 19.04.1989                                    | Чемпионат СССР, Высшая лига, Первый круг                                     | Локомотив, 29 500 зрителей                             | Локомотив                                     | Спартак                                       | 0:0                                           | | [ 81 ]                                        |
| 29.05.1989                                    | Кубок Федерации футбола СССР, Группа Б                                       | Локомотив, 5000 зрителей                               | Локомотив                                     | Спартак                                       | 1:2 (1:1)                                     | 1:0 В.Кузнецов (16), 1:1 Морозов (21), 1:2 Морозов (88) | [ 82 ]                                        |
| 01.10.1989                                    | Чемпионат СССР, Высшая лига, Второй круг                                     | Центральный стадион им. В. И. Ленина, 5000 зрителей    | Спартак                                       | Локомотив                                     | 1:1 (1:1)                                     | 0:1 Рыбаков, 15; 1:1 Шмаров, 42 | [ 83 ]                                        |
| 18.05.1991                                    | Чемпионат СССР, Высшая лига, Первый круг                                     | Центральный стадион им. В. И. Ленина, 12 000 зрителей  | Спартак                                       | Локомотив                                     | 1:1 (1:0)                                     | 1:0 Радченко (34), 1:1 Сабитов (52) | [ 84 ]                                        |
| 09.09.1991                                    | Чемпионат СССР, Высшая лига, Второй круг                                     | Локомотив, 20 000 зрителей                             | Локомотив                                     | Спартак                                       | 0:2 (0:1)                                     | 0:1 Радченко (42), 0:2 Черенков (59) | [ 85 ]                                        |
| 17.04.1992                                    | Кубок СССР—СНГ, 1/2 финала                                                   | Локомотив, 12 300 зрителей                             | Локомотив                                     | Спартак                                       | 0:2 (0:0)                                     | 0:1 Пятницкий (51), 0:2 Онопко (80) | [ 86 ]                                        |

| Победы «Спартака» | Ничьи | Победы Локомотива | Разница мячей |
| ----------------- | ----- | ----------------- | ------------- |
| 51                | 18    | 11                | 162 — 80      |

### Результаты матчей в российский период (с августа 1992 года)
Ниже представлен список матчей российского этапа противостояния. Информация дана по состоянию на 24 ноября 2024 года.
| Список матчей российского этапа противостояния | Список матчей российского этапа противостояния                        | Список матчей российского этапа противостояния     | Список матчей российского этапа противостояния | Список матчей российского этапа противостояния | Список матчей российского этапа противостояния | Список матчей российского этапа противостояния | Список матчей российского этапа противостояния |
| ---------------------------------------------- | --------------------------------------------------------------------- | -------------------------------------------------- | ---------------------------------------------- | ---------------------------------------------- | ---------------------------------------------- | --- | ---------------------------------------------- |
| Дата                                           | Турнир                                                                | Стадион                                            | Хозяева                                        | Гости                                          | Счёт                                           | Голы | Протокол                                       |
| 29.08.1992                                     | Чемпионат России, Высшая лига, Турнир за 1-8 места                    | Локомотив, 12 000 зрителей                         | Локомотив                                      | Спартак                                        | 0:1 (0:1)                                      | 0:1 Бесчастных (42) | [ 87 ]                                         |
| 17.10.1992                                     | Чемпионат России, Высшая лига, Турнир за 1-8 места                    | Лужники, 25 000 зрителей                           | Спартак                                        | Локомотив                                      | 4:1 (2:0)                                      | 1:0 Пятницкий (30), 2:0 Онопко (42), 3:0 Бесчастных (60), 4:0 Радченко (69), 4:1 Мухамадиев (71) | [ 88 ]                                         |
| 02.07.1993                                     | Чемпионат России, Высшая лига, Первый круг                            | Лужники, 15 000 зрителей                           | Спартак                                        | Локомотив                                      | 3:0 (0:0)                                      | 1:0 Ледяхов (Пятницкий, 53), 2:0 Цымбаларь (Ледяхов, 88), 3:0 Черенков (Радченко, Цымбаларь, 89) | [ 89 ]                                         |
| 30.10.1993                                     | Чемпионат России, Высшая лига, Второй круг                            | Локомотив, 1500 зрителей                           | Локомотив                                      | Спартак                                        | 0:0 (0:0)                                      | | [ 90 ]                                         |
| 20.03.1994                                     | Чемпионат России, Высшая лига, Первый круг                            | Торпедо, 1500 зрителей                             | Спартак                                        | Локомотив                                      | 3:1 (1:0)                                      | 1:0 Бесчастных (17), 1:1 Гарин (50, с пенальти), 2:1 Бесчастных (85), 3:1 Пятницкий (90) | [ 91 ]                                         |
| 06.11.1994                                     | Чемпионат России, Высшая лига, Второй круг                            | Локомотив, 4000 зрителей                           | Локомотив                                      | Спартак                                        | 1:1 (1:0)                                      | 1:0 Харлачёв (4), 1:1 Тихонов (80) | [ 92 ]                                         |
| 10.06.1995                                     | Чемпионат России, Высшая лига, Первый круг                            | Лужники, 8000 зрителей                             | Спартак                                        | Локомотив                                      | 1:2 (0:1)                                      | 0:1 Оганесян (34), 0:2 Елышев (Косолапов, 63), 1:2 Коновалов (Кечинов, 86) | [ 93 ]                                         |
| 05.08.1995                                     | Чемпионат России, Высшая лига, Второй круг                            | Локомотив, 15 000 зрителей                         | Локомотив                                      | Спартак                                        | 1:0 (0:0)                                      | 1:0 Соломатин (Косолапов, 69) | [ 94 ]                                         |
| 15.03.1996                                     | Чемпионат России, Высшая лига, Первый круг                            | Локомотив, 10 000 зрителей                         | Локомотив                                      | Спартак                                        | 0:2 (0:0)                                      | 0:1 Аленичев (55), 0:2 Горлукович (Тихонов, 67) | [ 95 ]                                         |
| 11.05.1996                                     | Кубок России, Финал                                                   | Динамо, 20 000 зрителей                            | Спартак                                        | Локомотив                                      | 2:3 (2:2)                                      | 0:1 Косолапов (10), 1:1 Липко (22), 2:1 Никифоров (30, с пенальти), 2:2 Косолапов (43, с пенальти), 2:3 Дроздов (85) | [ 96 ]                                         |
| 10.08.1996                                     | Чемпионат России, Высшая лига, Второй круг                            | Локомотив, 5000 зрителей                           | Спартак                                        | Локомотив                                      | 3:2 (2:0)                                      | 1:0 Титов (17), 2:0 Кечинов (Тихонов, 39), 2:1 Снигирёв (60), 2:2 Косолапов (Гуренко, 64), 3:2 Тихонов (88) | [ 97 ]                                         |
| 31.05.1997                                     | Чемпионат России, Высший дивизион, Первый круг                        | Локомотив, 17 000 зрителей                         | Локомотив                                      | Спартак                                        | 1:3 (0:0)                                      | 0:1 Титов (Аленичев, 69), 0:2 Тихонов (Аленичев, Мелёшин, 73), 0:3 Тихонов (Титов, дальний, 80), 1:3 Бородюк (Веселов, 87) | [ 98 ]                                         |
| 27.09.1997                                     | Чемпионат России, Высший дивизион, Второй круг                        | Локомотив, 12 000 зрителей                         | Спартак                                        | Локомотив                                      | 4:2 (3:0)                                      | 1:0 Тихонов (7), 2:0 Бузникин (41), 3:0 Ширко (Аленичев, 45), 3:1 Маминов (штрафной, дальний, 72), 3:2 Бородюк (дальний, 83), 4:2 Титов (Мелёшин, 85) | [ 99 ]                                         |
| 05.04.1998                                     | Чемпионат России, Высший дивизион, Первый круг                        | Динамо, 18 000 зрителей                            | Спартак                                        | Локомотив                                      | 2:0 (0:0)                                      | 1:0 Бузникин (Парфёнов, Робсон, 64), 2:0 Робсон (Аленичев, 89) | [ 100 ]                                        |
| 07.06.1998                                     | Кубок России, Финал                                                   | Лужники, 38 000 зрителей                           | Спартак                                        | Локомотив                                      | 1:0 (0:0)                                      | 1:0 Тихонов (86) | [ 101 ]                                        |
| 22.07.1998                                     | Чемпионат России, Высший дивизион, Второй круг                        | Локомотив, 8000 зрителей                           | Локомотив                                      | Спартак                                        | 0:2 (0:1)                                      | 0:1 Баранов (4), 0:2 Ширко (Титов, 86) | [ 102 ]                                        |
| 27.06.1999                                     | Чемпионат России, Высший дивизион, Первый круг                        | Локомотив, 17 000 зрителей                         | Локомотив                                      | Спартак                                        | 0:3 (0:1)                                      | 0:1 Тихонов (штрафной, 14), 0:2 Цымбаларь (66), 0:3 Черевченко (85, автогол) | [ 103 ]                                        |
| 16.10.1999                                     | Чемпионат России, Высший дивизион, Второй круг                        | Лужники, 49 000 зрителей                           | Спартак                                        | Локомотив                                      | 3:0 (2:0)                                      | 1:0 Тихонов (11), 2:0 Ковтун (Тихонов, штрафной, 34), 3:0 Робсон (Булатов, 54) | [ 104 ]                                        |
| 08.04.2000                                     | Чемпионат России, Высший дивизион, Первый круг                        | Лужники, 50 000 зрителей                           | Спартак                                        | Локомотив                                      | 0:0 (0:0)                                      | | [ 105 ]                                        |
| 16.07.2000                                     | Чемпионат России, Высший дивизион, Второй круг                        | Динамо, 26 000 зрителей                            | Локомотив                                      | Спартак                                        | 3:2 (1:2)                                      | 0:1 Штолцерс (19), 0:2 Мор (36, с пенальти), 1:2 Джанашия (Харлачёв 45), 2:2 Чугайнов (Лоськов, штрафной, 49), 3:2 Лоськов (77, с пенальти) | [ 106 ]                                        |
| 25.06.2001                                     | Чемпионат России, Высший дивизион, Первый круг                        | Лужники, 12 000 зрителей                           | Спартак                                        | Локомотив                                      | 1:0 (1:0)                                      | 1:0 Титов (22) | [ 107 ]                                        |
| 08.11.2001                                     | Чемпионат России, Высший дивизион, Второй круг                        | Сатурн, 11 000 зрителей                            | Локомотив                                      | Спартак                                        | 2:1 (0:0)                                      | 0:1 Бесчастных (47, с пенальти), 1:1 Лоськов (75, с пенальти), 2:1 Обиора (Лоськов, 92) | [ 108 ]                                        |
| 22.03.2002                                     | Чемпионат России, Премьер-лига, Первый круг                           | Лужники, 27 000 зрителей                           | Спартак                                        | Локомотив                                      | 1:2 (1:0)                                      | 1:0 Баранов (штрафной, 25), 1:1 Пименов (Измайлов, 58), 1:2 Пименов (Измайлов, 60) | [ 109 ]                                        |
| 12.09.2002                                     | Чемпионат России, Премьер-лига, Второй круг                           | Локомотив, 23 000 зрителей                         | Локомотив                                      | Спартак                                        | 1:1 (1:1)                                      | 1:0 Жулио Сезар (Лоськов, Лекхето, 33), 1:1 Калиниченко (Эссиен Фло, 38) | [ 110 ]                                        |
| 11.06.2003                                     | Чемпионат России, Премьер-лига, Первый круг                           | Локомотив, 17 000 зрителей                         | Локомотив                                      | Спартак                                        | 2:1 (2:0)                                      | 1:0 Игнашевич (Лекхето, 16), 2:0 Евсеев (Паркс, 44), 2:1 Баранов (Смирнов, 62) | [ 111 ]                                        |
| 02.08.2003                                     | Чемпионат России, Премьер-лига, Второй круг                           | Лужники, 14 000 зрителей                           | Спартак                                        | Локомотив                                      | 2:5 (0:2)                                      | 0:1 Бузникин (26), 0:2 Ашветия (Лекхето, Хохлов, 33), 0:3 Маминов (Лоськов, угловой, 56), 0:4 Ашветия (Бузникин, 60), 1:4 Титов (Концевой, 63), 1:5 Игнашевич (Лоськов, угловой, 78), 2:5 Белозёров (Данишевский, угловой, 89)                                                           | [ 112 ]                                        |
| 07.08.2004                                     | Чемпионат России, Премьер-лига, Первый круг                           | Локомотив, 20 200 зрителей                         | Локомотив                                      | Спартак                                        | 0:0 (0:0)                                      | | [ 113 ]                                        |
| 14.08.2004                                     | Чемпионат России, Премьер-лига, Второй круг                           | Лужники, 12 000 зрителей                           | Спартак                                        | Локомотив                                      | 1:3 (0:0)                                      | 0:1 Билялетдинов (Евсеев, 59), 1:1 Павлюченко (Погребняк, 74), 1:2 Билялетдинов (Лоськов, штрафной, 76), 1:3 Пименов (Лоськов, Билялетдинов, 79) | [ 114 ]                                        |
| 09.07.2005                                     | Чемпионат России, Премьер-лига, Первый круг                           | Лужники, 35 000 зрителей                           | Спартак                                        | Локомотив                                      | 1:2 (0:0)                                      | 0:1 Сычёв (Билялетдинов, 47), 0:2 Билялетдинов (Лима, 78), 1:2 Кавенаги (Аленичев, 80) | [ 115 ]                                        |
| 19.11.2005                                     | Чемпионат России, Премьер-лига, Второй круг                           | Локомотив, 28 800 зрителей                         | Локомотив                                      | Спартак                                        | 1:1 (0:0)                                      | 0:1 Титов (Калиниченко, 62), 1:1 Асатиани (85) | [ 116 ]                                        |
| 22.03.2006                                     | Кубок России, 1/4 финала, Первый матч                                 | Лужники, 15 000 зрителей                           | Спартак                                        | Локомотив                                      | 2:2 (0:2)                                      | 0:1 О’Коннор (Лоськов, 21), 0:2 Лоськов (27, с пенальти), 1:2 Ковач (Моцарт, штрафной, 65), 2:2 Пьянович (Павлюченко, 69) | [ 117 ]                                        |
| 09.04.2006                                     | Чемпионат России, Премьер-лига, Первый круг                           | Лужники, 28 000 зрителей                           | Спартак                                        | Локомотив                                      | 2:1 (1:1)                                      | 0:1 Павлюченко (автогол, 7), 1:1 Быстров (Пьянович, Ковальчук, 24), 2:1 Титов (Родригес, Калиниченко, 70) | [ 118 ]                                        |
| 12.04.2006                                     | Кубок России, 1/4 финала, Второй матч                                 | Локомотив, 19 423 зрителей                         | Локомотив                                      | Спартак                                        | 1:2 (1:1)                                      | 1:0 Билялетдинов (10), 1:1 Пьянович (Родригес, 15), 1:2 Моцарт (86, с пенальти) | [ 117 ]                                        |
| 17.09.2006                                     | Чемпионат России, Премьер-лига, Второй круг                           | Локомотив, 28 023 зрителя                          | Локомотив                                      | Спартак                                        | 0:0 (0:0)                                      | | [ 119 ]                                        |
| 02.05.2007                                     | Кубок России, 1/2 финала, Первый матч                                 | Локомотив, 23 723 зрителей                         | Локомотив                                      | Спартак                                        | 3:0 (3:0)                                      | 1:0 Сычёв (Самедов, 28), 2:0 О’Коннор (Билялетдинов, 42, штрафной), 3:0 Билялетдинов (О’Коннор, 45) | [ 120 ]                                        |
| 09.05.2007                                     | Кубок России, 1/2 финала, Второй матч                                 | Лужники, 15 000 зрителей                           | Спартак                                        | Локомотив                                      | 1:2 (0:0)                                      | 1:0 Бояринцев (53, штрафной), 1:1 Кочиш (Родольфо, 71), 1:2 Сычёв (Иванович, 88) | [ 120 ]                                        |
| 19.05.2007                                     | Чемпионат России, Премьер-лига, Первый круг                           | Лужники, 28 000 зрителей                           | Спартак                                        | Локомотив                                      | 1:2 (0:1)                                      | 0:1 Билялетдинов (Иванович, Самедов, 38), 1:1 Павлюченко (Шишкин, 71), 1:2 Сычёв (О’Коннор, 84) | [ 121 ]                                        |
| 23.09.2007                                     | Чемпионат России, Премьер-лига, Второй круг                           | Локомотив, 27 503 зрителя                          | Локомотив                                      | Спартак                                        | 4:3 (2:2)                                      | 0:1 Павлюченко (с пенальти, Титов / Асатиани, 11), 0:2 Павлюченко (Быстров, Титов, 20), 1:2 Одемвингие (Иванович, 30), 2:2 Сычёв (Самедов, Маминов, 42), 3:2 Одемвингие (Иванович, Билялетдинов, 68, аут), 3:3 Павлюченко (Шишкин, 76, штрафной), 4:3 Асатиани (Маминов, 90+4, штрафной) | [ 122 ]                                        |
| 19.07.2008                                     | Чемпионат России, Премьер-лига, Первый круг                           | Локомотив, 23 783 зрителя                          | Локомотив                                      | Спартак                                        | 2:2 (2:0)                                      | 1:0 Билялетдинов (Сычёв, 23), 2:0 Сычёв (42), 2:1 Павлюченко (Штранцль, Шишкин, 72, штрафной), 2:2 Баженов (Прудников, Йиранек, 90+4) | [ 123 ]                                        |
| 09.11.2008                                     | Чемпионат России, Премьер-лига, Второй круг                           | Лужники, 21 000 зрителей                           | Спартак                                        | Локомотив                                      | 0:1 (0:1)                                      | 0:1 Муджири (Сычёв, Одемвингие, 6) | [ 124 ]                                        |
| 30.05.2009                                     | Чемпионат России, Премьер-лига, Первый круг                           | Локомотив, 28 100 зрителей                         | Локомотив                                      | Спартак                                        | 2:1 (2:1)                                      | 1:0 Родолфо, 23; 2:0 Минченков, 37; 2:1 Алекс, 44. | [ 125 ]                                        |
| 18.10.2009                                     | Чемпионат России, Премьер-лига, Второй круг                           | Лужники, 37 000 зрителей                           | Спартак                                        | Локомотив                                      | 3:0 (1:0)                                      | 1:0 Ананидзе (40), 2:0 Веллитон (63), 3:0 Овусу-Абейе (84). | [ 126 ]                                        |
| 28.03.2010                                     | Чемпионат России, Премьер-лига, Первый круг                           | Лужники, 40 000 зрителей                           | Спартак                                        | Локомотив                                      | 2:1 (2:1)                                      | 1:0 Сухи (11), 2:0 Ари (18), 2:1 Алиев (28). | [ 127 ]                                        |
| 15.08.2010                                     | Чемпионат России, Премьер-лига, Второй круг                           | Локомотив, 23 123 зрителя                          | Локомотив                                      | Спартак                                        | 2:3 (1:2)                                      | 0:1 Веллитон (18), 1:1 Алиев (20), 1:2 Веллитон (31), 1:3 Веллитон (66), 2:3 Сычёв (87) | [ 128 ]                                        |
| 18.06.2011                                     | Чемпионат России, Премьер-лига, Первый этап, Первый круг              | Локомотив, 26 077 зрителей                         | Локомотив                                      | Спартак                                        | 0:2 (0:2)                                      | 0:1 Жано (44), 0:2 Родригес (45+) | [ 129 ]                                        |
| 29.10.2011                                     | Чемпионат России, Премьер-лига, Первый этап, Второй круг              | Лужники, 25 409 зрителей                           | Спартак                                        | Локомотив                                      | 3:0 (2:0)                                      | 1:0 Эменике (2), 2:0 Эменике (15), Эменике (51) | [ 130 ]                                        |
| 20.11.2011                                     | Чемпионат России, Премьер-лига, Второй этап, группа A, Третий круг    | Лужники, 19 244 зрителя                            | Спартак                                        | Локомотив                                      | 2:0 (2:0)                                      | 1:0 Эменике (26), 2:0 Эменике (44) | [ 131 ]                                        |
| 13.05.2012                                     | Чемпионат России, Премьер-лига, Второй этап, группа A, Четвёртый круг | Локомотив, 26 244 зрителя                          | Локомотив                                      | Спартак                                        | 0:2 (0:2)                                      | 0:1 Сухи (23), 0:2 Дзюба (40) | [ 132 ]                                        |
| 02.09.2012                                     | Чемпионат России, Премьер-лига, Первый круг                           | Локомотив, 27 269 зрителей                         | Локомотив                                      | Спартак                                        | 2:1 (0:1)                                      | 0:1 Д.Комбаров (6), 1:1 Н’Дойе (60), 2:1 Павлюченко (66) | [ 133 ]                                        |
| 16.03.2013                                     | Чемпионат России, Премьер-лига, Второй круг                           | Лужники, 24 443 зрителя                            | Спартак                                        | Локомотив                                      | 0:0 (0:0)                                      | | [ 134 ]                                        |
| 03.11.2013                                     | Чемпионат России, Премьер-лига, Первый круг                           | Локомотив, без зрителей (матч при пустых трибунах) | Спартак                                        | Локомотив                                      | 1:3 (1:2)                                      | 0:1 Н’Дойе (7), 0:2 Самедов (17), 1:2 Мовсисян (27), 1:3 Н’Дойе (77) | [ 135 ]                                        |
| 30.03.2014                                     | Чемпионат России, Премьер-лига, Второй круг                           | Локомотив, 28 800 зрителей                         | Локомотив                                      | Спартак                                        | 0:0 (0:0)                                      | | [ 136 ]                                        |
| 26.10.2014                                     | Чемпионат России, Премьер-лига, Первый круг                           | Открытие Арена, 39 074 зрителя                     | Спартак                                        | Локомотив                                      | 1:1 (0:0)                                      | 0:1 Фернандеш (84), 1:1 Широков (87) | [ 137 ]                                        |
| 30.11.2014                                     | Чемпионат России, Премьер-лига, Второй круг                           | Локомотив, 13 760 зрителей                         | Локомотив                                      | Спартак                                        | 1:0 (0:0)                                      | 1:0 Касаев (77) | [ 138 ]                                        |
| 18.09.2015                                     | Чемпионат России, Премьер-лига, Первый круг                           | Открытие Арена, 38 651 зритель                     | Спартак                                        | Локомотив                                      | 1:2 (0:1)                                      | 0:1 Коломейцев (9), 0:2 Умар Ниассе (49), 1:2 Боккетти (77) | [ 139 ]                                        |
| 30.04.2016                                     | Чемпионат России, Премьер-лига, Второй круг                           | Локомотив, 20 140 зрителей                         | Локомотив                                      | Спартак                                        | 0:2 (0:1)                                      | 0:1 Ян Дюрица (43, автогол), 0:2 Зе Луиш (90+3) | [ 140 ]                                        |
| 11.09.2016                                     | Чемпионат России, Премьер-лига, Первый круг                           | Открытие Арена, 43 710 зрителей                    | Спартак                                        | Локомотив                                      | 1:0 (1:0)                                      | Попов, 25 | [ 141 ]                                        |
| 18.03.2017                                     | Чемпионат России, Премьер-лига, Второй круг                           | Локомотив, 27 402 зрителя                          | Локомотив                                      | Спартак                                        | 1:1 (1:0)                                      | 1:0 Ари (41), 1:1 Квинси Промес (52) | [ 142 ]                                        |
| 14.07.2017                                     | Суперкубок России                                                     | Локомотив, 24 444 зрителей                         | Спартак                                        | Локомотив                                      | 2:1 д.в. (0:0)                                 | 1:0 Луис Адриано (101), 2:0 Квинси Промес (113), 2:1 Фернандеш (116) | [ 143 ]                                        |
| 19.08.2017                                     | Чемпионат России, Премьер-лига, Первый круг                           | Открытие Арена, 33 027 зрителей                    | Спартак                                        | Локомотив                                      | 3:4 (2:0)                                      | 1:0 Денис Глушаков (30), 2:0 Луис Адриано (43), 2:1 Дмитрий Баринов (48), 2:2 Алексей Миранчук (68), 2:3 Александр Коломейцев (83), 2:4 Мануэл Фернандеш (90+1), 3:4 Квинси Промес (90+2)                                                                                                | [ 144 ]                                        |
| 04.03.2018                                     | Чемпионат России, Премьер-лига, Второй круг                           | РЖД Арена, 21 750 зрителей                         | Локомотив                                      | Спартак                                        | 0:0 (0:0)                                      | | [ 145 ]                                        |
| 04.08.2018                                     | Чемпионат России, Премьер-лига, Первый круг                           | РЖД Арена, 22 027 зрителей                         | Локомотив                                      | Спартак                                        | 0:0 (0:0)                                      | | [ 146 ]                                        |
| 02.12.2018                                     | Чемпионат России, Премьер-лига, Второй круг                           | Открытие Арена, 25 006 зрителей                    | Спартак                                        | Локомотив                                      | 2:1 (2:0)                                      | 1:0 Глушаков (5), 2:0 Луис Адриано (38), 2:1 Фарфан (79) | [ 147 ]                                        |
| 27.10.2019                                     | Чемпионат России, Премьер-лига, Первый круг                           | РЖД Арена, 22 863 зрителя                          | Локомотив                                      | Спартак                                        | 0:3 (0:0)                                      | 0:1 Понсе (57), 0:2 Ларссон (79), 0:3 Ларссон (81) | [ 148 ]                                        |
| 08.07.2020                                     | Чемпионат России, Премьер-лига, Второй круг                           | Открытие Арена, 3754 зрителя                       | Спартак                                        | Локомотив                                      | 1:1 (1:1)                                      | 1:0 Понсе (38), 1:1 Ал. Миранчук (43, с пенальти) | [ 149 ]                                        |
| 23.08.2020                                     | Чемпионат России, Премьер-лига, Первый круг                           | Открытие Арена, 12 393 зрителя                     | Спартак                                        | Локомотив                                      | 2:1 (0:1)                                      | 0:1 Мурило (10), 1:1 Ларссон (53), 2:1 Соболев (81) | [ 150 ]                                        |
| 11.04.2021                                     | Чемпионат России, Премьер-лига, Второй круг                           | РЖД Арена, 11 902 зрителя                          | Локомотив                                      | Спартак                                        | 2:0 (2:0)                                      | 1:0 Камано (22), 2:0 Смолов (45+2) | [ 151 ]                                        |
| 07.11.2021                                     | Чемпионат России, Премьер-лига, Первый круг                           | Открытие Арена, 7186 зрителей                      | Спартак                                        | Локомотив                                      | 1:1 (0:1)                                      | 0:1 Гирано Керк (23), 1:1 Наиль Умяров (64) | [ 152 ]                                        |
| 02.04.2022                                     | Чемпионат России, Премьер-лига, Второй круг                           | РЖД Арена, 15 073 зрителя                          | Локомотив                                      | Спартак                                        | 1:0 (0:0)                                      | 1:0 Изидор (85) | [ 153 ]                                        |
| 18.09.2022                                     | Чемпионат России, Премьер-лига, Первый круг                           | Открытие Арена, 13 969 зрителя                     | Спартак                                        | Локомотив                                      | 1:0 (1:0)                                      | 1:0 Соболев (36) | [ 154 ]                                        |
| 12.11.2022                                     | Чемпионат России, Премьер-лига, Второй круг                           | РЖД Арена, 14 273 зрителя                          | Локомотив                                      | Спартак                                        | 1:2 (0:2)                                      | 0:1 Промес (21, с пенальти), 0:2 Пруцев (29), 1:2 Изидор (88) | [ 155 ]                                        |
| 22.02.2023                                     | Кубок России, 1/4 финала Пути РПЛ, Первый матч                        | РЖД Арена, 11 060 зрителя                          | Локомотив                                      | Спартак                                        | 0:1 (0:1)                                      | 0:1 Пруцев (16) | [ 156 ]                                        |
| 27.02.2023                                     | Кубок России, 1/4 финала Пути РПЛ, Второй матч                        | Открытие Арена, 10 185 зрителя                     | Спартак                                        | Локомотив                                      | 4:2 (1:1)                                      | 1:0 Игнатов (15), 1:1 Ан. Миранчук (17), 2:1 Зобнин (56), 3:1 Мартинс (81), 3:2 Ан. Миранчук (83), 4:2 Промес (90+, с пенальти) | [ 157 ]                                        |
| 05.11.2023                                     | Чемпионат России, Премьер-лига, Первый круг                           | РЖД Арена, 14 523 зрителя                          | Локомотив                                      | Спартак                                        | 1:1 (0:0)                                      | 0:1 Зиньковский (53), 1:1 Дзюба (64) | [ 158 ]                                        |
| 28.04.2024                                     | Чемпионат России, Премьер-лига, Второй круг                           | Лукойл Арена, 20 014 зрителя                       | Спартак                                        | Локомотив                                      | 3:2 (1:0)                                      | 1:0 Бонгонда (44, с пенальти), 1:1 Сулейманов (50), 2:1 Медина (56), 3:1 Хлусевич (67), 3:2 Сарвели (71) | [ 159 ]                                        |
| 28.09.2024                                     | Чемпионат России, Премьер-лига, Первый круг                           | РЖД Арена, 19 725 зрителя                          | Локомотив                                      | Спартак                                        | 3:1 (2:1)                                      | 1:0 Самошников (7), 1:1 Барко (16, с пенальти), 2:1 Самошников (36), 3:1 Воробьёв (58) | [ 160 ]                                        |
| 23.11.2024                                     | Чемпионат России, Премьер-лига, Второй круг                           | Лукойл Арена, 20 152 зрителя                       | Спартак                                        | Локомотив                                      | 5:2 (3:0)                                      | 1:0 Угальде (10), 2:0 Угальде (21), 3:0 Угальде (34), 3:1 Пиняев (55), 3:2 Ньямси (63), 4:2 Угальде (73), 5:2 Барко (80) | [ 161 ]                                        |

| Победы «Спартака» | Ничьи | Победы Локомотива | Разница мячей |
| ----------------- | ----- | ----------------- | ------------- |
| 35                | 18    | 24                | 121 — 91      |

## Бомбардиры
Лучшим бомбардиром в матчах между «Локомотивом» и «Спартаком» за всю историю является Никита Симонян с 16 забитыми мячами, по 8 голов забили Анатолий Ильин и Андрей Тихонов.

### Авторы мячей за Локомотив
Лучшими бомбардирами «Локомотива» за всю историю дерби со «Спартаком» являются Динияр Билялетдинов и Дмитрий Сычёв, забившие по 7 мячей каждый.
| Игроки | Количество голов на каждого игрока |
| --- | ---------------------------------- |
| Билялетдинов Динияр Ринатович, Сычёв Дмитрий Евгеньевич | 7                                  |
| Соколов Виктор Захарович | 5                                  |
| Ворошилов Виктор Фёдорович, Петров Игорь Георгиевич, Русяев Михаил Анатольевич | 4                                  |
| Горянский Евгений Иванович, Косолапов Алексей Викторович, Лоськов Дмитрий Вячеславович, Н’Дойе Даме, Пименов Руслан Валерьевич, Сёмин Юрий Павлович, Фернандеш Мануэл | 3                                  |
| Алиев Александр Александрович, Асатиани Малхаз, Ашветия Михаил Александрович, Бородюк Александр Генрихович, Бубукин Валентин Борисович, Быстров Владимир Викторович, Жуков Михаил Семёнович, Зайцев Игорь Иванович, Игнашевич Сергей Николаевич, Ковалёв Юрий Фёдорович, Козлов Владимир Владимирович, Коломейцев Александр Владимирович, Лагутин Борис Александрович, Маминов Владимир Александрович, Миранчук Алексей Андреевич, Мухортов Михаил Иванович, О’Коннор Гарри, Овчинников Алексей Владимирович, Одемвингие Питер, Сягин Анатолий Васильевич, Вильсон Изидор, Миранчук Антон Андреевич, Самошников Илья Андреевич | 2                                  |
| Абрамов Борис Михайлович, Аверьянов Александр Николаевич, Андриасян Гайк Аршакович, Апухтин Герман Николаевич, Ари, Баринов Дмитрий Николаевич, Беляков Борис Серапионович, Бологов Евгений Николаевич, Бондарь Сергей Иванович, Бузникин Максим Евгеньевич, Васин Александр Анатольевич, Газзаев Валерий Георгиевич, Гарин,Олег Сергеевич, Гречишников Геннадий Константинович, Давыдов Вячеслав Викторович, Джанашия Заза Зурабович, Дроздов,Юрий Алексеевич, Евсеев Вадим Валентинович, Елышев Олег Вячеславович, Житков Александр Николаевич, Зудин Николай Сергеевич, Касаев Алан Таймуразович, Козлов Анатолий Николаевич, Коротков Юрий Николаевич, Кох Борис Геннадьевич, Кочиш Рэзван, Кузнецов Виктор Михайлович, Лавров Виктор Васильевич, Ларин Иван Васильевич, Латышев Валерий Иванович, Лахонин Виктор Тимофеевич, Лысов Сергей Иванович, Лядин Евгений Иванович, Минченков Александр Викторович, Муджири Давид Давидович, Мухамадиев Мухсин Муслимович, Муханов Владимир Васильевич, Ньясс Бай Умар, Обиора Джеймс, Оботов Александр Николаевич, Оганесян Саркис Арамаисович, Павлюченко Роман Анатольевич, Панфилов Василий Сергеевич, Разумовский Виктор Николаевич, Родолфо, Рыбаков Кирилл Николаевич, Сабитов Равиль Руфаилович, Самедов Александр Сергеевич, Жулио Сезар, Снигирёв Алексей Анатольевич, Соломатин Андрей Юрьевич, Спиридонов Вячеслав Фёдорович, Строке Виктор Янович, Фарфан Джефферсон, Федин Андрей Дмитриевич, Харлачёв Евгений Валерьевич, Чугайнов Игорь Валерьевич, Щагин Владимир Иванович, Эштреков Владимир Хазраилович, Серкейра Мурило, Камано Франсуа, Смолов Фёдор Михайлович, Керк Джирано, Дзюба Артём Сергеевич, Сулейманов Тимур Играмутдинович, Сарвели Владислав Константинович, Воробьёв Дмитрий Дмитриевич, Пиняев Сергей Максимович, Ньямси Жерзино | 1                                  |
| Автоголы: Башашкин Анатолий Васильевич, Корнеев Алексей Александрович, Ольшанский Сергей Петрович, Павлюченко Роман Анатольевич | 1                                  |
| ИТОГО | 171                                |

Примечание. Список составлен на основе протоколов матчей. Ссылки указаны отдельно для каждого матча в соответствующем разделе статьи.

### Авторы мячей за Спартак
Лучшим бомбардироам «Спартака» за всю историю дерби со «Локомотивом» является Никита Симонян, забивший 16 мячей в ворота железнодорожников.
| Игроки | Количество голов на каждого игрока |
| --- | ---------------------------------- |
| Симонян Никита Павлович | 16                                 |
| Ильин Анатолий Михайлович, Тихонов Андрей Валерьевич | 8                                  |
| Терентьев Виктор Васильевич, Титов Егор Ильич | 7                                  |
| Глазков Георгий Фёдорович, Павлюченко Роман Анатольевич, Паршин Николай Иванович, Хусаинов Галимзян Салихович, Черенков Фёдор Фёдорович | 6                                  |
| Бесчастных Владимир Евгеньевич, Эменике Эммануэль, Промес Квинси | 5                                  |
| Булгаков Михаил Юрьевич, Веллитон, Гаврилов Юрий Васильевич, Исаев Анатолий Константинович, Татушин Борис Георгиевич, Ярцев Георгий Александрович, Угальде Манфред | 4                                  |
| Баранов Василий Васильевич, Конов Иван Иванович, Луис Адриано, Морозов Геннадий Владимирович, Нетто Игорь Александрович, Пискарёв Александр Михайлович, Пятницкий Андрей Владимирович, Радченко Дмитрий Леонидович, Севидов Юрий Александрович, Шалимов Игорь Михайлович, Ларссон Джордан | 3                                  |
| Амбарцумян Вячеслав Миранович, Ананидзе Джано Амиранович, Бузникин Максим Евгеньевич, Гесс Эдгар Яковлевич, Глушаков Денис Борисович, Егорович Вячеслав Владимирович, Жигалин Николай Анатольевич, Корнилов Павел Денисович, Ловчев Евгений Серафимович, Никонов, Владимир Александрович, Новиков Сергей Борисович, Онопко Виктор Савельевич, Осянин Николай Викторович, Папаев Виктор Евгеньевич, Парамонов Алексей Александрович, Робсон, Понсе Эсекьель, Пьянович Михайло, Рейнгольд Валерий Леонидович, Родионов Сергей Юрьевич, Румянцев Леонид Дмитриевич, Семёнов Виктор Георгиевич, Сёмин Юрий Павлович, Соколов Алексей Геннадьевич, Степанов Владимир Александрович, Сухи Марек, Тимаков Олег Михайлович, Цымбаларь Илья Владимирович, Шавло Сергей Дмитриевич, Шикунов Валерий Иванович, Ширко Александр Петрович, Соболев Александр Сергеевич, Пруцев Данил Игоревич, Барко Эсекьель | 2                                  |
| Агапов Владимир Михайлович, Аленичев Дмитрий Анатольевич, Ари, Баженов Никита Александрович, Моцарт, Белозёров Александр Николаевич, Боккетти Сальваторе, Бояринцев Денис Константинович, Бубнов Александр Викторович, Быстров Владимир Сергеевич, Вахлаков Алексей Максимович, Горлукович Сергей Вадимович, Дзюба Артём Сергеевич, Емышев Валентин Алексеевич, Зе Луиш, Иванов Андрей Евгеньевич, Кавенаги Фернандо, Калиниченко Максим Сергеевич, Калинов Василий Васильевич, Кегеян Арутюн Левонович, Кечинов Валерий Викторович, Киселёв Николай Иванович, Ковач Радослав, Ковтун Юрий Михайлович, Кодылев Александр Михайлович, Комбаров Дмитрий Владимирович, Коновалов Андрей Степанович, Коновалов Виктор Дмитриевич, Кужлев Олег Борисович, Ледяхов Игорь Анатольевич, Липко Александр Валерьевич, Логофет Геннадий Олегович, Алекс, Минаев Александр Алексеевич, Мишин Виктор Иванович, Мовсисян Юра Сергеевич, Мор Эдуард Владимирович, Никифоров Юрий Валерьевич, Овусу-Абейе Квинси, Поваляев Игорь Станиславович, Попов Ивелин, Родригес Клементе, Рожков Сергей Егорович, Рязанцев Константин Матвеевич, Сальников Сергей Сергеевич, Сорокин Александр Фёдорович, Удалеев Сергей Фёдорович, Фалин Юрий Павлович, Хидиятуллин Вагиз Назирович, Чучелов Борис Алексеевич, Широков Роман Николаевич, Шмаров Валерий Валентинович, Штолцерс Андрей Янович, Умяров Наиль Ренадович, Игнатов Михаил Александрович, Зобнин Роман Сергеевич, Мартинс Перейра Кристофер, Зиньковский Антон Алексеевич, Бонгонда Тео, Медина Хесус, Хлусевич Даниил Андреевич | 1                                  |
| Автоголы: Дюрица Ян, Черевченко Игорь Геннадьевич |                                    |
| ИТОГО | 284                                |

Примечание. Список составлен на основе протоколов матчей. Ссылки указаны отдельно для каждого матча в соответствующем разделе статьи.

### Бомбардиры российского этапа противостояния
Ниже представлен список всех авторов забитых мячей за каждый из клубов за постсоветский период.
| Авторы мячей за Локомотив | Авторы мячей за Локомотив |
| Игрок | Количество голов          |
| --- | ------------------------- |
| Билялетдинов | 7                         |
| Сычёв | 7                         |
| Косолапов | 3                         |
| Лоськов | 3                         |
| Н’Дойе | 3                         |
| Пименов | 3                         |
| Фернандеш Мануэл | 3                         |
| Алиев | 2                         |
| Асатиани | 2                         |
| Ашветия | 2                         |
| Бородюк | 2                         |
| Игнашевич | 2                         |
| Маминов | 2                         |
| О’Коннор | 2                         |
| Одемвингие | 2                         |
| Коломейцев Александр | 2                         |
| Миранчук Алексей | 2                         |
| Вильсон Изидор | 2                         |
| Миранчук Антон | 2                         |
| Самошников Илья | 2                         |
| Бузникин Максим¹ | 1                         |
| Гарин | 1                         |
| Джанашия | 1                         |
| Дроздов | 1                         |
| Евсеев | 1                         |
| Елышев | 1                         |
| Жулио Сезар | 1                         |
| Кочиш | 1                         |
| Минченков | 1                         |
| Муджири | 1                         |
| Мухамадиев | 1                         |
| Обиора | 1                         |
| Оганесян | 1                         |
| Павлюченко Роман¹ | 1                         |
| Павлюченко Роман (Автогол)² | 1                         |
| Родолфо | 1                         |
| Самедов | 1                         |
| Синигирев | 1                         |
| Соломатин | 1                         |
| Харлачёв | 1                         |
| Чугайнов | 1                         |
| Ари¹ | 1                         |
| Касаев Алан | 1                         |
| Ниасс Умар | 1                         |
| Баринов Дмитрий | 1                         |
| Фарфан Джефферсон | 1                         |
| Мурило Серкейра | 1                         |
| Франсуа Камано | 1                         |
| Фёдор Смолов | 1                         |
| Джирано Керк | 1                         |
| Артём Дзюба¹ | 1                         |
| Тимур Сулейманов | 1                         |
| Владислав Сарвели | 1                         |
| Воробьёв Дмитрий | 1                         |
| Пиняев Сергей | 1                         |
| Ньямси Жерзино | 1                         |
| Примечания: ¹ Максим Бузникин, Роман Павлюченко, Ари и Артём Дзюба отличались за оба клуба ² Игрок Спартака (на момент матча) Роман Павлюченко отметился автоголом в игре Чемпионата России 9 апреля 2006 года |                           |

| Авторы мячей за Спартак | Авторы мячей за Спартак |
| Игрок | Количество голов        |
| --- | ----------------------- |
| Тихонов | 8                       |
| Титов | 7                       |
| Павлюченко Роман¹ | 6                       |
| Бесчастных | 5                       |
| Эменике | 5                       |
| Квинси Промес | 5                       |
| Веллитон | 4                       |
| Угальде Манфред | 4                       |
| Баранов | 3                       |
| Луис Адриано | 3                       |
| Ларссон Джордан | 3                       |
| Ананидзе | 2                       |
| Бузникин Максим¹ | 2                       |
| Пьянович | 2                       |
| Пятницкий | 2                       |
| Робсон | 2                       |
| Сухи | 2                       |
| Цымбаларь | 2                       |
| Ширко | 2                       |
| Глушаков | 2                       |
| Понсе Эсекьель | 2                       |
| Александр Соболев | 2                       |
| Данил Пруцев | 2                       |
| Барко Эсекьель | 2                       |
| Алекс | 1                       |
| Аленичев | 1                       |
| Ари¹ | 1                       |
| Баженов | 1                       |
| Белозёров | 1                       |
| Бояринцев | 1                       |
| Быстров | 1                       |
| Горлукович | 1                       |
| Артём Дзюба¹ | 1                       |
| Кавенаги | 1                       |
| Калиниченко | 1                       |
| Квотун | 1                       |
| Кечинов | 1                       |
| Ковач | 1                       |
| Комбаров Д. | 1                       |
| Коновалов | 1                       |
| Ледяхов | 1                       |
| Липко | 1                       |
| Мовсисян | 1                       |
| Мор | 1                       |
| Моцарт | 1                       |
| Никифоров | 1                       |
| Овусу-Абейе | 1                       |
| Онопко | 1                       |
| Радченко | 1                       |
| Родригес | 1                       |
| Черевченко Игорь Геннадьевич (Автогол)² | 1                       |
| Черенков | 1                       |
| Штолцерс | 1                       |
| Широков Роман | 1                       |
| Боккетти Сальваторе | 1                       |
| Дюрица Ян (Автогол)3 | 1                       |
| Зе Луиш | 1                       |
| Попов Ивелин | 1                       |
| Наиль Умяров | 1                       |
| Михаил Игнатов | 1                       |
| Роман Зобнин | 1                       |
| Кристофер Мартинс | 1                       |
| Тео Бонгонда | 1                       |
| Хесус Медина | 1                       |
| Даниил Хлусевич | 1                       |
| Примечания: ¹ Максим Бузникин, Роман Павлюченко Ари и Артём Дзюба отличались за оба клуба ² Игрок Локомотива Игорь Черевченко отметился автоголом в матче Чемпионата России 27 июня 1999 3 Игрок Локомотива Ян Дюрица отметился автоголом в матче Чемпионата России 30 апреля 2016 |                         |

## Рекорды
За историю соперничества «Спартака» и «Локомотива» зафиксированы следующие рекордные результаты:
- Самая крупная победа «Спартака» (с разницей 7 мячей):
  - 8:1 (19 августа 1979, чемпионат СССР 1979)[1]
  - 8:1 (16 июня 1988, Кубок Федерации футбола СССР 1988, группа В)[1]
- Самая крупная победа «Локомотива»(с разницей 3 мяча):
  - 3:0 (28 сентября 1952, чемпионат СССР 1952)[1]
  - 5:2 (2 августа 2003, чемпионат России 2003)[2]
  - 3:0 (2 мая 2007, Кубок России 2006/07, 1/2 финала)[2]
- Самый результативный матч (10 мячей): «Локомотив» — «Спартак», 4:6 (17 сентября 1949, чемпионат СССР 1949)[1]
- Самая результативная ничья (6 мячей): 3:3 (14 июня 1953, чемпионат СССР по 1953)[1]
- Самое большое количество зрителей в матче чемпионата России — 50 000 (8 апреля 2000, «Спартак» — «Локомотив», 0:0, Стадион «Лужники»)[171][172]
- Самое большое количество зрителей в матче между клубами за всю историю — 103 000 (26 октября 1957, в финале Кубка СССР 1957)[4].